# Orodesma
Orodesma is een geslacht van vlinders uit de familie van de Spinneruilen (Erebidae), uit de onderfamilie van de Erebinae.

## Soorten
- Orodesma ameria (Druce, 1890)
- Orodesma apicina Herrich-Schäffer, 1868
- Orodesma caerulea Barbut & Lalanne-Cassou, 2016
- Orodesma cladonia (Felder & Rogenhofer, 1874)
- Orodesma demepa (Dyar, 1914)
- Orodesma elipha (Schaus, 1940)
- Orodesma fearni (Schaus, 1911)
- Orodesma lahoussei Barbut & Lalanne-Cassou, 2016
- Orodesma monoflex (Dyar, 1924)
- Orodesma nigrescens (Schaus, 1912)
- Orodesma pseudocladonia Barbut & Lalanne-Cassou, 2016
- Orodesma pseudofearni Barbut & Lalanne-Cassou, 2016
- Orodesma pulverosa (Schaus, 1911)
- Orodesma schausi (Druce, 1890)
- Orodesma senecauxi Lalanne-Cassou & Silvain, 1997
- Orodesma tasseli Barbut & Lalanne-Cassou, 2016
- Orodesma tavakiliani Barbut & Lalanne-Cassou, 2016